# 龚云甫
龚云甫（1862年—1932年）。原姓恭佳氏，又称龚佳，后改汉姓龚。名瑗，又名世祥，北京人，清末民初京剧老旦演员。
早年曾在玉器行做工，业余爱好京剧，1885年至1886年，入南官园孙华亭创办的华兰习韵票房，拜刘桂庆为师学老生。后入小鸿奎班客串演出。1892年由票友加入四喜班，拜孫菊仙为师，又从熊连喜学老旦，此后专工老旦，正式下海演出。曾任内廷供奉。1900年後，在福壽等班演老旦戲，曾与谭鑫培、杨小楼合作。龚云甫嗓音清脆苍劲，善用脑后音，演唱技艺精湛，在老旦唱腔中揉进青衣腔，善用脑后音，刚柔相济，缠绵蕴藉，能以老旦戏唱大轴。从此，老旦成为一个独立的行当，改变了郝兰田、谭志道时期老旦兼演老生和丑行的规定，使老旦的唱腔、念白和身段逐渐规范化，具有独特的风格对后世的老旦表演产生了巨大影响。民國成立後，搭鴻慶班。代表剧目有《太君辞朝》、《行路訓子》、《釣金龜》、《望兒樓》、《徐母駡曹》、《沙橋餞别》等戲。1932年逝世。終年70歲。